# Falmouth, Maine
Falmouth är en ort i Cumberland County i den amerikanska delstaten Maine med 11 185 invånare (2010).
Falmouth omnämns i Stephen Kings roman Staden som försvann.